# Hustle
Hustle là một phim truyền hình Anh thể loại tội phạm với các diễn viên chính Adrian Lester, Robert Glenister và Robert Vaughn. Phim được sáng tạo bởi Tony Jordan, do Kudos Film and Television sản xuất, phát sóng chính thức trên BBC One tại Vương quốc Anh từ ngày 24 tháng 2 năm 2004. Phim gồm 8 phần (mùa) được kết thúc ngày 17 tháng 2 năm 2012.
Tại Việt Nam, bộ phim được phát sóng lần đầu trên VTV3 năm 2005 gồm 2 phần đầu với tựa đề "Những kẻ láu cá".

## Nội dung
Mãn hạn tù Mickey Stone tuyển lựa một nhóm lừa đảo với những kỹ năng khác nhau, mục đích chính của họ là nhắm vào nhưng kẻ giàu có xấu xa. Mỗi tập là một phi vụ khác nhau, đôi lúc các nhân vật sẽ thi đấu kỹ năng "nghề nghiệp", một số phi vụ phức tạp có thể kéo dài đến 2-3 tập. Các nhân vật chính trong phim có thể "phá vỡ bức tường thứ 4" để giao tiếp với người xem.

## Phân vai
- Michael "Mickey Bricks" Stone  do Adrian Lester đóng – Các mùa 1 đến 3, 5 đến 8.
- Albert Stroller do Robert Vaughn đóng – Các mùa 1 đến 8.
- Ash "Three Socks" Morgan do Robert Glenister đóng – Các mùa 1 đến 8.
- Stacie Monroe do Jaime Murray đóng – Các mùa 1 đến 4, Khách mời mùa 8.
- Danny Blue do Marc Warren đóng – Các mùa 1 đến 4, khách mời mùa 8).
- Billy Bond do Ashley Walters đóng – mùa 4.
- Sean Kennedy do Matt Di Angelo đóng – Các mùa 5 đến 8.
- Emma Kennedy do Kelly Adams đóng – Các mùa 5 đến 8.
- Eddie do Rob Jarvis đóng – Các mùa 1 đến 8.

## Hậu trường
Sau nhiều suy đoán của giới truyền thông, bao gồm cả các báo cáo về việc chương trình bị hủy bỏ và việc có một phim điện ảnh liên quan (spin-off), BBC đã thông báo vào ngày 12 tháng 7 năm 2008 rằng Hustle đã trở lại sản xuất phần thứ năm với từ 1 đến 3 ngôi sao, Adrian Lester trở lại cùng với Robert Glenister và Robert Vaughn. Diễn viên khách mời Patricia Hodge của mùa 4 cũng sẽ trở lại nhưng vì một số rắc rối trên phim trường mà những tập của bà bị lược bỏ. Việc phát sóng phần này bị trì hoãn đến tháng 10 năm 2008.

### Chuyển thể
Tháng 6 năm 2006, 20th Century Fox mua bản quyền dựng phim điện ảnh cho Hustle; kịch bản vẫn do Tony Jordan phát triển. Tháng 2 năm 2009, giám đốc sản xuất Simon Crawford Collins cho biết bộ phim điện ảnh sẽ được một hãng lớn của Hoa Kỳ sản xuất.

## Giải thưởng
Các phần nối tiếp do Berger & Wyse sản xuất, được nhận đề cử Royal Television Society Award (2005), một đề cử BAFTA (2006) và một đề cử Emmy (2007).